# Gaetano Di Vaio
Gaetano Di Vaio (Nápoles, 27 de febrero de 1968 - Giugliano de Campania, 22 de mayo de 2024) fue un director, productor de cine, guionista y actor italiano.

## Biografía
Nacido en el barrio de Piscinola, debido a las precarias condiciones económicas de su familia, desde los 7 a los 14 años fue enviado a un internado, donde sufrió abusos y privaciones. Una vez liberado, entró en contacto con el mundo de la drogodependencia y la delincuencia, lo que le llevó al reformatorio, a comunidades de menores en riesgo y de drogadictos y, finalmente, a la prisión de Poggioreale, donde estuvo detenido hasta 1998 por un acusación de robo y narcotráfico. Durante los nueve años de reclusión estudió para su redención, hasta el punto de convertirse en operador cultural. En 2001 se incorporó a la compañía "I ragazzi del Bronx napoletano" creada por Peppe Lanzetta; en 2003 fundó la asociación cultural "Figli del Bronx", que luego se convirtió en una productora cinematográfica.
En sus obras, Di Vaio describió las penurias sociales de los suburbios degradados, el mundo de la drogadicción y la vida carcelaria, prestando atención a las minorías, los inmigrantes, el desempleo juvenil y la lucha contra la delincuencia. En 2013 publicó con Einaudi un libro autobiográfico, Non mi avrete mai, escrito junto al director, escritor y guionista Guido Lombardi. Desde 2015 produjo películas ambientadas en su ciudad natal.
El 16 de mayo de 2024 sufrió un grave accidente de tráfico en Qualiano, mientras conducía su motoneta; murió de las heridas sufridas después de una semana en cuidado intensivo en un hospital de Giugliano de Campania.

## Filmografía

### Cine
- 4-4-2 - Il gioco più bello del mondo, de Roan Johnson, Michele Carrillo, Claudio Cupellini y Francesco Lagi (2006) - actor
- Sotto la stessa luna, de Carlo Luglio (2006) - productor, actor
- Napoli Napoli Napoli de Abel Ferrara (2009) - escritor, guionista, productor
- Vomero Travel, de Guido Lombardi – cortometraje (2009) - productor
- Il loro Natale (2010) - director, productor
- Là-bas - Educazione criminale, de Guido Lombardi (2011) - productor, actor
- Radici, de Carlo Luglio – cortometraje (2011) - productor, escritor, guionista
- L’uomo con il megafono, de Michelangelo Severgnini (2012) - productor, escritor
- Interdizione perpetua (2012) - director, productor
- Take Five, de Guido Lombardi (2013) - actor, productor
- Ritratti abusivi, de Romano Montesarchio (2013) - productor
- Largo Baracche (2014) - director, productor
- La torre di Davide (2014) - director, productor
- Per amor vostro, de Beppe Gaudino (2015) - productor

### Televisión
- Gomorra (2014) - actor, secretario de producción

## Teatro
- K.O., de Alessandra Cutolo

## Obras
- con Guido Lombardi (2013). Non mi avrete mai. Turín: Einaudi. ISBN 9788806211073